# アンソニー・アルジェンゴ
アンソニー・ヨセフ・アルジェンゴ 三世 (Anthony Joseph Arduengo III) は、アメリカ合衆国、アラバマ大学の特別名誉教授、ドイツブラウンシュヴァイク工科大学の客員教授、化石燃料に変わる木材エネルギーの生物資源に基づいた持続可能な化学のためのSTanCE連立組織 (Xylochemistry) の共同創設者である。また、アルジェンゴは、異常原子価化合物に関する研究、特に安定なカルベンの研究分野で著名な化学者である。

## 若齢期
アルジェンゴ（名は、「アンソニー」と言い、ニックネームは、「ボー」である。）は、1952年フロリダ州タンパに生まれ、ジョージア州アトランタで育った。アルジェンゴの父親は、印刷職人であり、アトランタ日刊紙社で機械工として仕事に携わり、アルジェンゴに機械と科学に関する全ての知識を身に付けさせるために、これらの面白さと技を少しずつ教え込んだ。この教えにより、アルジェンゴは、父親と協同で種々雑多な部品から初めての車を16歳で作り上げた。それは、作品として終わらず、合法的で路面に適した車体であったため、公道を走ることのできる車として登録された。再利用工学技術に関しては、この時アルジェンゴの作った車は、アルコールと水素ガスで走るため、化石燃料で走る車の代用車として改良後、実用化された。このようなアルジェンゴの技術の才能は、30年後、ブッシュ大統領の2003年合衆国水素燃料イニシアチブ(HFI)  と米国エネルギー化学資源水素貯蓄プログラムへのアルジェンゴの専門的な研究関与を予期するものだった。

## 学歴
アルジェンゴは、ボーダークレスト-ミードヴュー小学校 (Bouldercrest and Meadowview Elementary Schools) とウォーカー高校 (Walker High School) に通った。1969年、アルジェンゴは、高校を中退し、高校生のためのジョージア工科大学の入学プログラム (JEPHS: Georgia Tech’s Joint Enrollment Program for High School Students) で、大学に入学した。アルジェンゴは、ジョージア工科大学 (Georgia Tech) で、学士の学位を優秀な成績で1974年に取得し、博士の学位を1976年にエドワード・バージェス教授 (Edward M. Burgess) から修めた。これによりアルジェンゴは、ジャスタス・リービッヒ教授 (Justus von Liebig) のアカデミックな子孫となった。ジョージア工科大学で学生の時、アルジェンゴの研究活動は、チャールズ・ロッタ教授 (Charles L. Liotta) の研究室で始まった。アルジェンゴが、バージェス研究室に移った時、アルジェンゴは、NSF学生賞を1972年と1973年に授与された。
また、学部学生の時、アルジェンゴはジョージア工科大学の吹奏楽団の一員であり、執行部でその楽団長として勤めた。1971年、アルジェンゴはΚΚΨのIota chapterに就任した。1972年、アルジェンゴはOΔΚのAlpha Eta Circleに選出された。後にlocal Circleの幹事と総長に就任した。

## 職歴
アルジェンゴは、1976年から1977年までと1984年から1998年までデュポン社 (DuPont) で研究者として働き、1977年から1984年までイリノイ大学 (The University of Illinois) で助手として勤めた。アルジェンゴは、1999年からアラバマ大学 (The University of Alabama) に特別教授 (Saxon Professor) として勤め、2018年に大学の教育者を退職し、同大学化学科の名誉特別教授 (The Saxon Chair Emeritus of Chemistry) に就任し、現在も研究を続けている。また、ドイツブラウンシュヴァイク工科大学 (The Technische Universität in Braunschweig) の客員教授としての職位にも就いている。
デュポン社の中央研究所と開発部において、アルジェンゴは、化学の領域での研究の実績をデュポン社に勤め始めた1977年と1984年にデュポン社に戻った時から積み始めた。1988年、アルジェンゴは、研究班長 (Research Leader) に就任した。1991年にCR&Dのポリマー部に異動し、開発部長 (Group Leader) に昇進した。デュポン社での最終的な職位は、1995年に就いた特別研究栄誉職 (Research Fellow) であった。1996年にフンボルト賞 (Alexander von Humboldt Senior Research Prize) を受賞され、アルジェンゴが大学に戻る転換期となった。1年間、フンボルト賞によりドイツのブラウンシュヴァイク工科大学で研究した。デュポン社に戻っても、ブラウンシュヴァイクで客員教授の職位が約束され、1999年に米国アラバマ州タスカルーサでアラバマ大学の化学科の特別教授 (The Saxon Chair in Chemistry) に就いた。

## 研究歴、研究内容

### ジョージア工科大学大学院での研究
アルジェンゴの研究に対する興味は、新規性または異常性を示す結合体系および異常原子価化合物に関する化学に焦点を置いている。バージェス研究室 (The Burgess group) で大学院生の時、アルジェンゴの研究は、有機典型元素化学、特に、チオカルボニルイリドと低配位超原子価硫黄化合物に関する内容であった。

アルジェンゴのPh.D.学術論文から引用したチオカルボニルイリド external viewer.
アルジェンゴのPh.D.学術論文から引用した超原子価スルフラニドexternal viewer.

### デュポン社 (1977年)
アルジェンゴがデュポン社に勤め始めた1977年、アルジェンゴは、CR&Dのハワード　シモンズ (Howard Simmons) の探索化学の研究グループの一員になった。アルジェンゴの研究プロジェクトは、有機合成のための反応試薬として無機酸のトリメチルシリルエステルに関する内容であった。

### イリノイ大学 (1978-1984年)
イリノイ大学では、アルジェンゴは、さらに広範囲の有機典型元素化学に関する研究と異常原子価化合物について研究を深めた。アルジェンゴの初期の電子欠損型カルベンについての研究はこの期間に進められた。電子欠損型のカルベンに関するアルジェンゴの研究は、ニトリルイリドとカルボニルイリドの初めての構造解析に繋がった。アルジェンゴのその後のカルベンに関する研究は、化学の領域に最も貢献することになった（この記述以降の説明を見て下さい）。イリノイ大学での研究期間中、アルジェンゴは、マーチン教授 (J. C. Martin) と緊密な関係において共同研究を行った。マーチン教授は、物理有機化学分野の研究者で、有機典型元素化学分野と超原子価化合物の研究の第一任者であった。多くの実験技術および研究に関する議論は、アルジェンゴとマーチン教授の間で繰り広げられ、時には昼食時間も超えていた。（昼食時のレストランを選ぶ基準は、化学構造を描くためのナプキンの質を選ぶのと同じだった[アルジェンゴは、後に、アラバマ大学で研究室の学生や共同研究者と議論する際、ナプキンを使った。そのナプキンは、毎日、実験結果が出ると積み重ねられ、アルジェンゴの研究アイディアは尽きることが無かった。研究室の学生、留学生や共同研究者は、アルジェンゴから昼食時に多くの将来有効となるアイディアを学び、アルジェンゴと有意義な時間を過ごした。]）。異常原子価化合物と典型元素中心の結合における議論を促進するために、マーチン教授とアルジェンゴはN-X-L命名法を考案した。初めての平面T-型10-電子-3配位リン化合物(ADPO)の合成と構造解析は、イリノイ大学でアルジェンゴ研究チームによって達成された。この業績は、アルジェンゴがデュポン社に戻った時に新規有機典型元素化学の現象（edge反転機構の発見を含む）への研究の方向性を決める成果であった。最終的なイリノイ大学での研究は、新しく発見されたADPOの化学をヒ素類似体(ADAsO)へ展開させた。

アルジェンゴとジャナリス (Junulis) の学術論文から引用したジアゾテトラキストリフルオロメチルシクロペンタジエン external viewer.
アルジェンゴとジャナリスの学術論文から引用したニトリリウムイリドexternal viewer.
アルジェンゴとジャナリスの学術論文から引用したカルボニルイリドexternal viewer.
アルジェンゴとカリー (Culley) の学術論文から引用した10-P-3ADPOexternal viewer.
アルジェンゴとカリー (Culley) の学術論文から引用したADAsO external viewer.

### デュポン社 (1984-1999年)
デュポン社に戻った1984年、アルジェンゴは、CR&Dの職位に就き、発見したADPO分子と関連する構造化学の研究を続けた。この一連の研究は、多くの興味深い実りのある結果を生み出し、新規で異常な結合様式を持つ化合物群に関する文献が数多く掲載される一筋の学術的に魅了される分野を切り開く結果となった。ADPOに関する化学は、新しい反転機構であるedge反転の発見の基本となり、この反転機構は、デュポン社におけるアルジェンゴとデイヴィッド・ディクソン(David A. Dixon) の共同研究によって完全に解析され、そして、一般的なモデルとして考えられた。さらに、デュポンのチームは、3配位リン化合物と4配位ゲルマニウム化合物の中心元素での新しい反転経路における実験的な立証を行った。
デュポン社でのアルジェンゴの研究では、フレキシブルなポリイミドフィルム（Kapton-ZT）の開発を含む数多くの応用プロジェクトも進められた。このフィルムはフレキシブルな印刷型回路、連結部品、そして、絶縁体等の電気部品に広く使われている。デュポン社でのアルジェンゴの研究は、アルジェンゴの研究室以外の趣味に良く通じるものがあった。例えば、スポーツカーのような（上記のアルジェンゴの写真を見て下さい）趣味ともアルジェンゴの研究は関連していた。アルジェンゴは、次世代の低揮発性有機化合物(VOC) ペイントにおいて、デュポン社製コーティング剤(DuPont Performance Coatings) として使われている新しい架橋化学用の触媒を考案することによって、低VOC自動車コーティング剤の開発にも貢献した。実際には、デュポン社製水溶性コーティング剤(DuPont Waterborne Performance Coatings) はロータスのEliseとExigeモデルに使われている。アルジェンゴが仕事で手がけたペイント用触媒の工業スケール合成への貢献は、カルベン化学の領域に再度入るきっかけとなった。しかし、この時、カルベンについての研究は、先に記述したカルボニルイリド等を合成した求電子的なカルベンというよりは求核的なカルベンの内容であった。触媒合成では、様々な反応条件と反応基質を良く用いることができた。この時の実験結果の観察によりアルジェンゴは、合成上の中間体であったイミダゾール-2-イリデン（N-へテロサイクリックカルベン）の存在を仮定した。また、この時、アルジェンゴは、この化学種は、これまで常識で知られていた不安定性を示すというよりもずっと安定に存在するに違いないと考えていた。
アルジェンゴの自動車用コーティング剤開発プロジェクトが終盤にさしかかった時、アルジェンゴは、上記の研究過程の中で考えていた研究分野、すなわち、かなり安定に存在すると仮定していたカルベンを単離し、この領域の化学分野を研究するためにCR&Dのマネージメントへ申請書を提出した。この案件は、かなり丁寧に諭すように断わられた。それは次のような理由であった。アルジェンゴは、カルベン化学の長い歴史の中で一筋の明るい未来を創造するためにかなり効果的なカルベン単離の研究手段を考案していたが、当時、カルベン化学は反応活性な中間体としてかなり確立された領域であり、この中間体は、安定な実体としてこれまでに単離されたことがこれまでになかったという理由であった。しかしながら、アルジェンゴは、既にこの歴史によく認識しており、この化学の進展のために手元に出発物質を持っていて、カルベンを単離する実験を進めることを決めていた。「アルジェンゴのこのカルベンの単離に対する直感は成功した。1991年に初めての試みから150年以上もの月日が流れ、、、、」安定で結晶性の良いカルベンはデュポン社の研究室で単離され、構造解析がなされた。安定なカルベンの発生を初めて成功させた反応の後で、アルジェンゴは、デュポン社のマネージメントから援助を受け、この分野の研究を継続的に発展させることを認められた。様々な置換基を有するカルベンが合成され、構造解析が進められた。飽和のイミダゾリン-2-イリデンはかなり広範に渡りハンス-ウェルナー　ヴァンツリック (Hans-Werner Wanzlik) によって、30年前(1960年代前後) にカルベンの単離をしない状態で検討が進められていた。このイミダゾリンから誘導されるカルベンは、窒素原子上に適切な置換基を導入することで単離するのに充分な安定性が得られることを示された。空気中安定なカルベンも合成された。この化学はチアゾール-2-イリデンを含む領域にも拡張された。このカルベンは、1957年にビタミンB1の触媒サイクル中の反応活性中間体としてその存在を推測されたが、40年以上もの間単離されていなかった。イミダゾール-2-イリデンはNMRスペクトル、光学電子スペクトル、そして、X線と中性子線による実験的な精密電子密度解析によって、広範囲に渡り構造解析が行われた。
安定なカルベンに関連するアルジェンゴの研究グループの構造解析は、この分野の化学を広範囲に網羅することによって包括的に集積されていった。この新しい化学は、様々な元素中心とカルベンの反応を起こした。
このカルベンと反応し、構造解析された元素は、ヨウ素、アルミニウム、銅、銀、マグネシウム、亜鉛、ゲルマニウム、ニッケル、白金、ランタニド、そして、ビスカルベンプロトン錯体中の水素である。1996年からのアルジェンゴの研究は、フンボルト賞のホストであるラインハルト・シュマッツラー (Professor Reinhard Schmutzler) 教授との関係に大きく影響した。ブランシュヴァイクにおいて得られたアルジェンゴのカルベン化学の研究成果は、イミダゾール-2-イリデンとフッ素化された無機化合物との反応に関連していた。この時の新規な化学構造は、次のカルベン・フェニルテトラフルオロホスホラン、カルベン・PF5、カルベン・AsF5、カルベン・SbF5、そして、カルベン・BF3の付加体において報告された。デュポン社でのアルジェンゴの最終的な研究業績は、カルベン・アルカリ土類金属、カルベン・アンチモン、カルベン・カドミウム、カルベン・リチウム付加体に関する内容であった。カルベンとホスフィニデンの反応は、イミダゾリン-2-イリデンの挿入反応に加える形でアルジェンゴ研究室から報告された。
1998年、アルジェンゴと共同研究らは、ヴァンツリック (Wanzlick) 研究室での安定なカルベンを生成するための初期の試みについて、デュポン社で成功した実験から得られた知識と経験を考慮して注意深く再検討した。ヴァンツリック (Wanzlick) のほとんどの研究は、飽和の系のイミダゾリン-2-イリデンに関連していた。このイミダゾリン-2-イリデン（飽和の系）は、窒素原子上の嵩高い置換基を有しない状態で二量体を与えると予想されていた。しかし、イミダゾール-2-イリデン（不飽和の系）と1,3,4,5-テトラフェニルイミダゾール-2-イリデンは、単量体として単離できるカルベンまたは単離されるはずのカルベンとして、それらの研究課題が残されていた。ヴァンツリック (Wanzlick) の独自な方法を再検討することは、初期の化学者の研究を妨げていたいくつかの鍵となる実験操作の特徴を示していた。これらの問題が正確に解決されたことによって、デュポン社の科学者達は、目的のカルベンを単離することができ、X線結晶構造解析を含む分析手段を使い完全にカルベンの構造を解析することができた。ハンス-ウェルナー　ヴァンツリック(Hans-Werner Wanzlick) へ捧げる研究成果として、これらの結果は、「1,3,4,5-テトラフェニルイミダゾール-2-イリデン：Wanzlickの夢の実現化」と題して、論文において公表された。

アルジェンゴとスチュアート (Stewart) によりデュポン社で合成されたADPOのアンチモン類似体(ADSbO)[68] external viewer.
アルジェンゴとスチュアートにより合成された9配位ビスマス錯体[69] external viewer.
アルジェンゴ、ディクソン、ロエによって3配位リン化合物のEdge反転を解明するために使われた飽和ADPO類似体[25]
アルジェンゴ、ディクソン、ロエによって3配位リン化合物のEdge反転を解明するために使われた4配位ゲルマニウム化合物[26] external viewer.
デュポン社で合成された初めての結晶性カルベン[39] external viewer.
デュポン社で初めて完全に解析されたイミダゾリン-2-イリデン（飽和の系のカルベン）[42] external viewer.
安定なチアゾール-2-イリデン(ビタミンB1類似体)[44] external viewer.
空気中安定なカルベン[43] external viewer
正確な電子密度マップを明らかにするために使われた安定で重水素化された小さな置換基を有するカルベン[47] external viewer.
デュポン社で単離され、構造解析されたヴァンツリック (Wanzlick) のオリジナルなテトラフェニルイミダゾール-2-イリデン[66] external viewer.
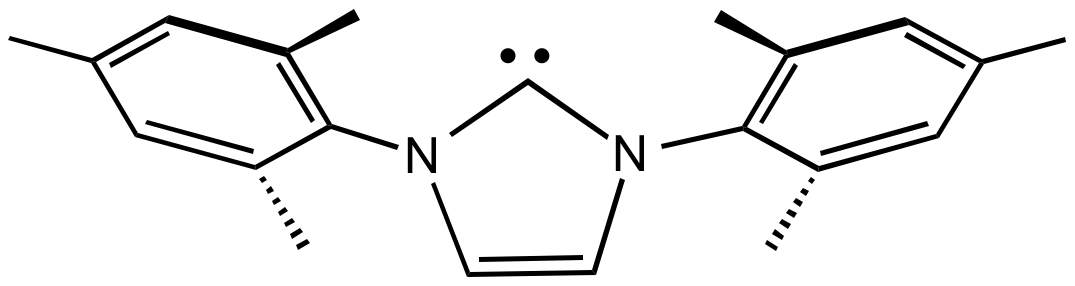
[IMes] 最も一般的に使われているNHC (N-ヘテロサイクリックカルベン) 配位子(IMes)

### アラバマ大学（1999年から現在）
アラバマ大学では、アルジェンゴ研究室から報告されている研究については、イミダゾール-2-イリデンの基本的な構造因子に関わる成果に繋がる内容に焦点が合わされている。その基本的な構造因子とは、置換基効果である。この効果により、新しい化合物例えばシクロペンタジエニル縮環イミダゾール-2-イリデンに繋がる研究が行われている。ジホスファシクロブタン-2,4-ジイルに関する異常原子価の研究成果が、吉藤正明教授と伊藤繁和准教授との共同研究の成果としてアルジェンゴ研究室から報告されている。アルジェンゴは化学的な水素貯蔵材料と非線形光学材料の研究プロジェクトも進めている。2015年には、ティル・オパッツ(Till Opatz) 教授（ヨハネス・グーテンベルク大学マインツ [Johanes Gutenberg Universität-Mainz]）とともに、アルジェンゴは、STanCE連立組織を創設し、木材バイオマスを元にした持続可能な化学のために尽力を捧げている(Xylochemistry)。

## 受賞歴
- Charles M. Knight Lectureship, University of Akron, 2013年4月[81]
- Fellow of the American Association for the Advancement of Science, 2007年10月
- Walter J. Chute Lectureship 1999–2000年.[82]
- Gold Medal for "Excellence in Main Group Chemistry Research" from The International Council on Main Group Chemistry, 1996年
- フンボルト賞, 1996年
- NSF Undergraduate Fellowship, 1972年, 1973年